# 斯蒂文·博納

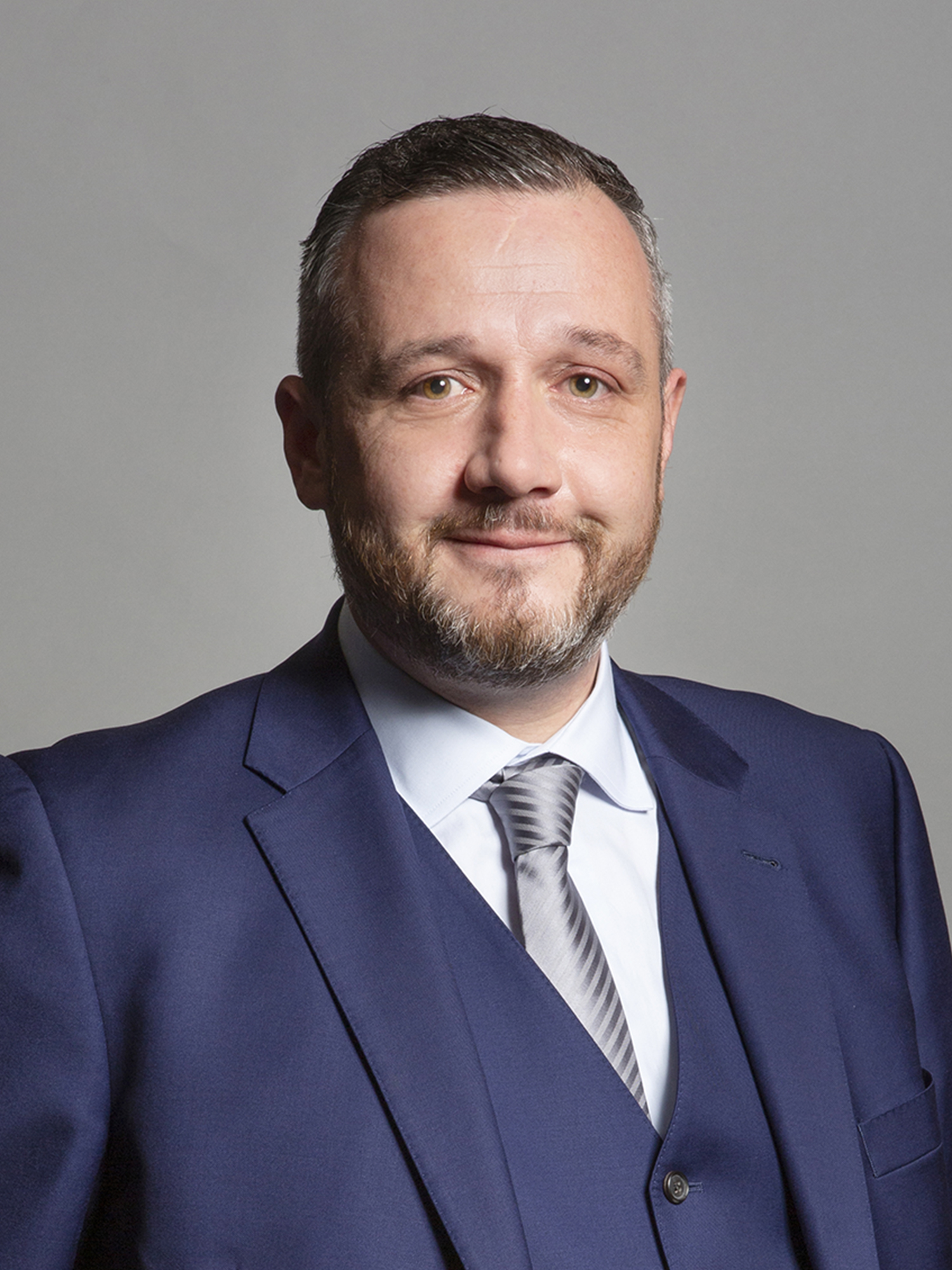

斯蒂文·博納（英語：Steven Bonnar；1981年8月27日—）是英國的一位政治家，所屬政黨是蘇格蘭民族黨。他在2019年英國大選中當選寇特布里奇、克里斯頓和貝爾斯希爾的議員。